# Божерянов, Александр Михайлович
Божерянов Александр Михайлович (1825 — ?) — генерал-майор, участник русско-турецкой войны.

## Биография
Из дворян Новгородской губернии. Воспитывался в бывшем дворянском полку и был выпущен из заведения по болезни с гражданским чином для определения к статским делам. Два года спустя, в 1845 году, поступил Лейб-гвардейский Семёновский полк, в котором и провёл 10 лет, до капитанского чина включительно. В 1855 году переведён в Симбирский егерский полк, с переименованием в подполковники, в 1857 году — в Царскосельский Стрелковый батальон; в 1860 году назначен командиром 2-го стрелкового батальона.
В 1862 году произведён в полковники. 20 сентября 1863 года, будучи командиром 1-го стрелкового батальона,  «в воздаяние отличной храбрости, оказанной в делах с польскими мятежниками», награждён орденом Святой Анны 2 степени с мечами. В 1864 году назначен командиром Оренбургского пехотного полка, в 1873 году, с производством в генерал-майоры, — командиром бригад: сперва 16-й, а затем 30-й дивизии. Легко ранен 18 июля 1877 года под Плевной и в награду отличного мужества и храбрости, оказанных генералом Бажеряновым в делах с турками под Плевною 7-го, 8-го и 18 июля, во время командования им 2-й бригадой 30-й пехотной дивизии, 13 декабря пожалован орден Святой Анны 1 степени с мечами.